# Горпинчук, Вячеслав Владимирович
Горпинчук Вячеслав Владимирович (род. 4 февраля 1966 года, Ровенская область) — епископ Украинской лютеранской церкви. Доктор богословия.

## Биография
Родился 4 февраля 1966 года в Томахове, Гощанского района, Ровенской области.
В 1982 году окончил среднюю школу.
В 1989 году окончил факультет иностранных языков Восточноевропейского национального университета имени Леси Украинки.
С 1984—1986 служил в Советской Армии (Львовская область, Хыровской десантно-штурмовой бригаде).
В 1989 работал учителем английского языка в Горбаковской восьмилетней школе, заместителем директора.
В 1991 стал старшим преподавателем Тернопольской академии народного хозяйства.
До 1997 года был председателем Тернопольской общины УЛЦ «Святых апостолов Иоанна и Иакова».
В 1999 году завершил обучение в Украинской лютеранской богословской семинарии святой Софии, став магистром богословия.
На Соборе в Киеве 25-27 августа 2000 года Избран епископом УЛЦ на Соборе в Киеве.
21 мая 2004 года Епископу Украинской Лютеранской Церкви В. В. Горпинчуку присвоили звание Доктора Богословия. Торжественная церемония проходила в Теологической семинарии «Конкордия».
На Соборе в Кременце 2008 года был повторно избран епископом Украинской Лютеранской Церкви.

## Семья
Жена Горпинчук (девичья Солимчук) Анжела Богдановна (24.06.1970 г.р.).
Дети:
1. Горпинчук Екатерина Вячеславовна (26.06.1990 г. р.)
2. Горпинчук Владислав Вячеславович (10.02.1994 г. р.)
3. Горпинчук Ярослав Вячеславович (21.02.2000 г. р.)
4. Горпинчук Святослав Вячеславович (31.12.2002 г. р.)

## Должности
- Епископ Украинской Лютеранской Церкви;
- пастырь Украинской Лютеранской общины «Воскресение» в г. Киеве;
- главный редактором журнала УЛЦ «Флаг»;
- вице-президент фонда «Лютеранское наследие» (Lutheran Heritage Foundation)
- представитель на Украине в редакции «GOOD NEWS», редактор и переводчик украиноязычной версии журнала «Благая весть»;
- профессор Украинской Лютеранской Богословской Семинарии Святой Софии (г. Тернополь);
- член правления Украинского Библейского Общества;
- член Всеукраинского Совета Церквей;
- член Совещания руководителей христианских церквей Украины.

## Награды
В 2001 году получил благодарность от Президента Украины Леонида Кучмы «за добросовестный труд, значительный личный вклад в духовное развитие украинского государства».
В 2003 году награждён орденом Орденом «За заслуги» III степени.
В 2004 году награждён Почетной грамотой и памятным знаком Киевского городского головы [[Омельченко, Александр Александрович|Александра Омельченко]] «За весомый личный вклад в возрождение духовности».
В 2006 году получил в благодарность памятный знак от Украинского Библейского Общества «за активную поддержку, участие в деятельности и весомый вклад в историю Украинского Библейского Общества».
23 июля 2008 года был награждён Орденом князя Ярослава Мудрого V степени, «по случаю 1020-летия крещения Киевской Руси».

## Творчество
Автор переводов с английского языка на украинский язык, лютеранских богословских книг.
С 1995 года главный редактор Информационного издания Украинской Лютеранской Церкви «Флаг». В 2009 году, к 10 — летию пасторского служения, вышла авторская книга Вячеслава Горпинчука «Мы проповедуем Христа распятого». Так же Вячеслав Горпинчук является автором блога «Украинское лютеранство».